# Róbert Ilosfalvy

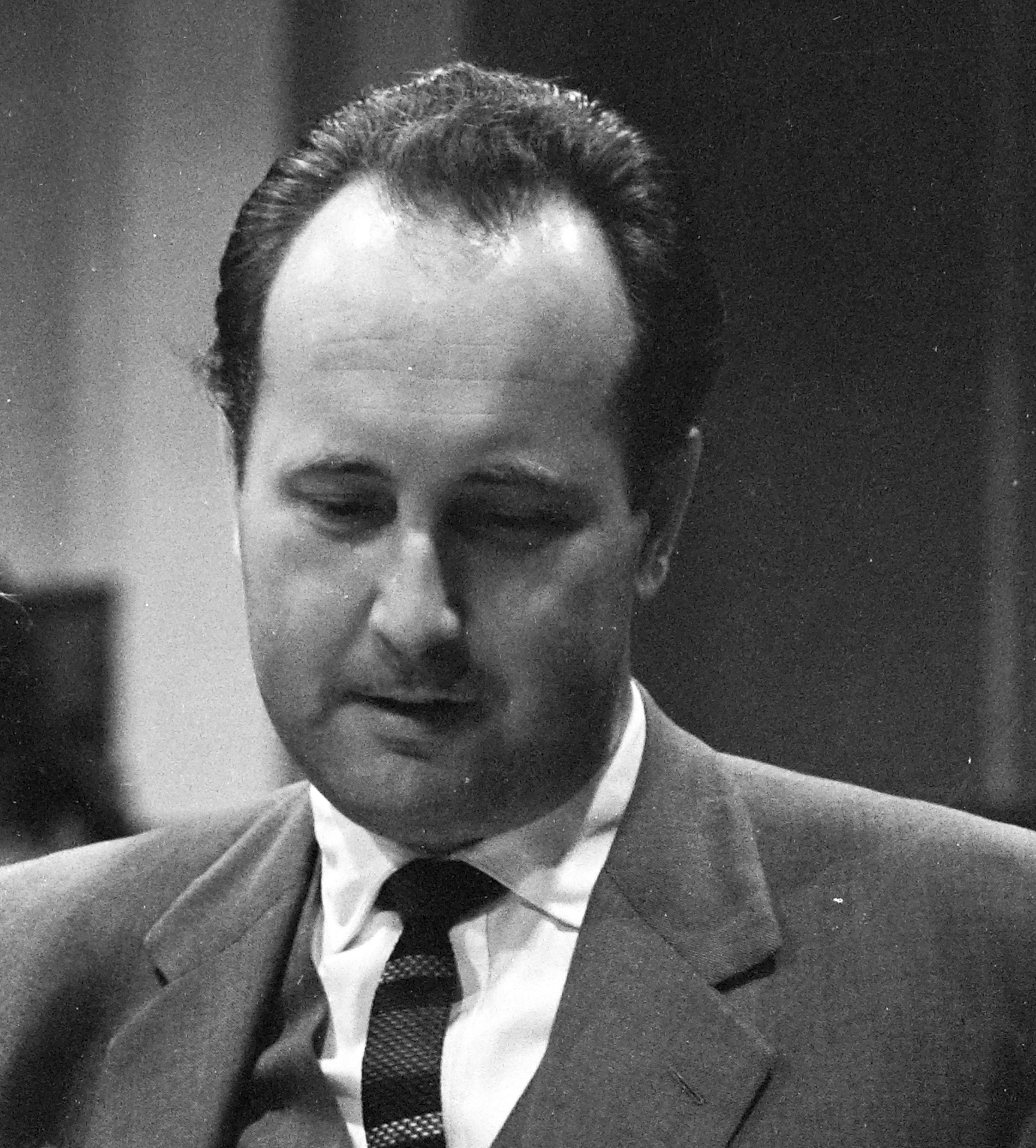
Róbert Ilosfalvy (1959)

Róbert Ilosfalvy [ˈroːbɛrt ˈiloʃfɒlvi] (* 18. Juni 1927 in Hódmezővásárhely; † 6. Januar 2009 in Budapest) war ein ungarischer Opernsänger (Tenor). Er gilt als einer der bedeutendsten ungarischen Sänger.

## Leben
Róbert Ilosfalvys stimmliche Begabung wurde während seiner Schulzeit im Kirchenchor und im Chor der Mittelschule entdeckt. Während seiner Militärzeit sang er im Chor der ungarischen Volksarmee einzelne Soli. Von 1949 bis 1953 studierte er in Budapest Gesang bei Imre Molnár, Györgyné Jászó (Margit Clauser, 1887–1963) und Andor Lendvai (1901–1964).
Im Jahre 1954 debütierte er in Budapest als Laszló Hunyadi in Ferenc Erkels gleichnamiger Nationaloper, nachdem er im Jahr zuvor mit der Arie des Stolzing aus Wagners Meistersingern („Morgendlich leuchtend …“) und der Arie „Heimat, Heimat“ aus Erkels Oper Bánk bán einen internationalen Gesangswettbewerb in Bukarest gewonnen hatte.
In den folgenden Jahren war Ilosfalvy in den Opern von Ferenc Erkel zu hören, aber auch als Tamino in Mozarts Zauberflöte, Stolzing in Wagners Meistersingern, Herzog in Verdis Rigoletto, Manrico im Troubadour, Alvaro in Macht des Schicksals und Alfredo in La traviata und sogar als Otello zu hören, obwohl seine Stimme für diese Heldentenorrolle nicht geeignet war. Der Don José in Bizets Carmen und die großen Rollen aus Puccinis Opern waren ihm wie auf den Leib geschnitten – vor allem der Des Grieux in Manon Lescaut, der Rodolfo in La Bohème, der Pinkerton in Madama Butterfly und der Johnson in Das Mädchen aus dem Goldenen Westen. Im Jahre 1958 unternahm er einen Ausflug in die Moderne und sang bei einer Inszenierung von Oedipus Rex (Igor Strawinski). Auch in klassischen Operetten und als Oratoriensänger war Ilosfalvy erfolgreich, nicht zuletzt in Haydns Schöpfung und in Verdis Messa da Requiem.
Einer der Höhepunkte seines Schaffens in Budapest war die Aufführung von Puccinis La Bohème mit Erzsébet Házy als Mimi, György Melis als Marcello und Róbert Ilosfalvy als Rodolfo (1957). Dirigent war Lamberto Gardelli (1915–1998). Die Inszenierung war auch Grundlage für eine Schallplattenaufnahme der gesamten Oper in ungarischer Sprache.
Nach einer umjubelten Inszenierung von Manon Lescaut im Jahre 1961 erhielt Ilosfalvy erste Einladungen zu Auslandsgastspielen (Amsterdam, Genua, Moskau, Wien), bei denen er u. a. an der Seite von Galina Wischnewskaja, Elisabeth Schwarzkopf und Dietrich Fischer-Dieskau auftrat. Von dem jungen ungarischen Dirigenten István Kertész, der zu diesem Zeitpunkt das London Symphony Orchestra leitete, wurde er in die New Yorker Carnegie Hall eingeladen, um im Psalmus Hungaricus von Zoltán Kodály die Tenorpartie zu singen. Dies schien den internationalen Durchbruch für Ilosfalvy zu bedeuten. In der Fachpresse wurde er sogar als potentieller Nachfolger des 1960 verstorbenen Jussi Björling gehandelt, mit dessen Stimme durchaus gewisse Ähnlichkeiten feststellbar waren. Auf den internationalen Opernbühnen trat er die Nachfolge von berühmten ungarischen Tenören wie Kálmán Pataky, József Simándy (1916–1997) und Sándor Kónya an.
In Ungarn war Ilosfalvy eine der beliebtesten Künstlerpersönlichkeiten. Im Jahre 1962 erhielt er den Liszt-Preis, die höchste Auszeichnung für Musiker, zwei Jahre später wurde er mit dem Kossuth-Preis, dem wichtigsten staatlichen Kulturpreis Ungarns, ausgezeichnet.
István Kertész holte den Sänger an das Opernhaus Köln, wo er die Stelle des Chefdirigenten übernommen hatte. Ilosfalvy debütierte dort 1966 als Des Grieux. Für die Aufführung hatte er die Rolle in deutscher Sprache einstudieren müssen. Der Erfolg war überwältigend, und so blieb der Ungar der Kölner Oper bis 1982 treu. Er war dort in den wichtigsten Verdi- und Puccini-Rollen – mit Ausnahme von Otello und Kalaf (Turandot) zu hören. Seinen größten Erfolg feierte er 1971 in einer international viel beachteten Inszenierung von Puccinis Das Mädchen aus dem Goldenen Westen.
Neben seinem Dauerengagement nahm er Gastspiele im Ausland wahr, so in Amsterdam, München, Wien, London, Los Angeles und San Francisco. An die Metropolitan Opera in New York ist er offenbar nie verpflichtet worden.
Nach seiner Rückkehr nach Ungarn im Jahre 1982 wurde er wieder Mitglied der Staatsoper in Budapest, deren lebenslanges Ehrenmitglied er seit 1992 war.
Ilosfalvy gilt als der bedeutendste ungarische Operntenor seit Kálmán (Koloman v.) Pataky (1896–1964). Seine Stimme war von außerordentlicher Klangschönheit, die ihn zum idealen Puccini-Tenor machte, während er in den dramatischen Rollen der Verdi-Opern eher blass blieb.